# Low Lake (Antarktika)
Der Low Lake (englisch für Niedriger See) ist ein See an der ostantarktischen Georg-V.-Küste. Er liegt in einer Senke zwischen zwei Graten, die nach Westen im Beryl Hill und nach Osten im Petrel Hill enden. Er ist der größte und zugleich niedrigst gelegene der Seen am Kap Denison.
Der australische Polarforscher Douglas Mawson benannte ihn im Zuge der Australasiatischen Antarktisexpedition (1911–1914). Die offizielle Anerkennung dieser Benennung erfolgte erst am 7. März 1991 durch das Antarctic Names Committee of Australia.